# Уркарах
Уркарах (дарг. Уркарахъ) — село в Дагестане, административный центр Дахадаевского района и одноимённого сельсовета. Находится в 151 км к югу от города Махачкала.

## История

### Ранние века
До расширения Кайтагского уцмийства Уркарах был самостоятельным владением, известным под названием Ал-Карах, со своим правителем. Оно упоминается в 944 году арабским историком Аль-Масуди. Это владение лежало на западе от Кайтага по направлению к Сариру. Уракарахцы окончательно приняли ислам уже в 995 году. Во время присоединений родоначальником уцмиев Амиром-Чупаном Хабши, Уркараха, Ирчамула и Кайтага, на них не был наложен налог, так как они  — «головы вилайата».

### Средние и поздние века

#### Кайтагское уцмийство
После вторжения монголов в Дагестан и разрушения Кала-Корейша Уркарах стал столицей уцмийства и был ею вплоть до похода Тамерлана на Кайтаг. После чего уцмий был изгнан местным населением. Уркарах был центром вольного общества Гапш, существовавшего внутри уцмийства и не платившего никаких податей. 
В Кайтаге особым предпочтением пользовались кадии Уркараха и Кубачи, к которым обращались с апелляционными жалобами жители и других магалов. Кадии в большинстве узденских магалов избирались из людей ученых, т. е. знающих шариат и известных своею справедливостью. Кадий Уркараха получал от общества этого селения по 2 са' пшеницы с двора, но зато ему принадлежало исключительное право совершать раздел имений во всем магале; таким же правилом первенствующие кадии пользовались и в некоторых других магалах.

#### Война против Надир-Шаха
Уркарахцы, вместе с другими народами Дагестана, активно выступили против иранского шаха. Совместными силами разгромили войско Надира.

#### Кавказская Война
Во время правления Шамиля,в Уркарахе активно развивался мюридизм. Одним из вдохновителей восстания был уркарахский кадий Хаджи-Магомед. Он и его сторонники активно поддерживали восстание Шамиля, что и возмутило российскую администрацию. Испугавшись слухов, что Шамиль готовит вторжение в Даргинский округ для помощи единомышленникам, в 1854 году администрация решила для подавления бунтовщиков и усиления власти ставленника в лице Джамов-бека, отправила генерал-майор Манюкина. Потому что местное население более других не только не признавало над собой власти Джамов-бека, но и открыто поддерживало Шамиля, скрывало у себя непокорных горцев и снабжало их пропитанием.
В то время в Даргинском округе были сосредоточены крупные военные силы. 
26-го марта вечером Манюкин, сосредоточив весь отряд в селении Meгe, присоединил к себе две сотни Акушинской конной милиции, а на следующий день, 27-го марта в 3 часа утра выступил к Уркараху. Подобравшись ближе к Уркараху, жители окрестных сел сообщили Манюкину о том, что уркарахцы решили сопротивляться и им на помощь подоспели значительные подкрепления из Кайтага. Манюкин двинулся немедленно вдоль по долине по направлению к Уркараху с тем, чтобы, заняв авангардом удобные места, выждать прибытия остальных 3-х бат. с полевыми орудиями и расположить войска для обложения села.  
После неудачного сопротивления уркарахский кадий Хаджи-Магомед вместе со своими людьми ушел из Уркараха, что вызвало противоречивые споры среди населения. Воспользовавшись моментом, Манюкин решил двинуть войска на Уркарах внезапно. Верхняя часть села была взята моментально, так как там было малолюдно и особого сопротивления не было. В нижней же части, несравненно большей, где находился дом бежавшего кадия, жители были собраны по 30 и 40 человек в каждой сакле, вооружены и готовы дать отпор коннице, которая остановилась, ожидая приказания ворваться в аул силою, но быстрое, вслед за нею появление пехоты совершенно изменило дело. Уркарахцы осознали, что силы были не равны и пошли на переговоры. 
Чтобы убедиться в том, что уркарахцы больше не будут оказывать сопротивления, Манюкин разрешил ставленнику в Кайтаге, Джамов-беку, вытребовать заложников в Уркарахе и окрестных селах, и так же дал поручение разорить дом Хаджи-Магомеда и его соратников. 
Утром 28-го марта Джамов-Бек начал собирать джаамат с уркарахского магала; до 50 человек почетных жителей явились в лагерь для совещаний с ним и Манюкин надеялся, что дело с уркарахцами окончится мирным образом, но обстоятельства внезапно изменились и он должен был взяться за оружие: при требовании аманатов, Джамов-Бек встретил сопротивление со стороны уркарахцев — они отказались выдать из среды своей заложников, вооружились и, собравшись горстками в саклях, открыли огонь по лагерю. Манюкин двинул в село один батальон Самурского пехотного полка с полевыми орудиями, дагестанских всадников и команды охотников от остальных батальонов и обстреляв аул, послал пехоту на штурм тех кварталов, где засели горцы. Уркарахцы не выдержали сильной атаки, веденной одновременно с фронта и флангов: башни и большая часть села были вскоре очищены, несмотря на то, что Уркарах, имевший до 380 домов, весьма трудно доступен, большая часть бунтовщиков при первом натиске пехоты бежала и только в одном квартале бой продолжался до сумерек. К вечеру село было совершенно разрушено, дома большей частью разорены до основания и приведены в такое состояние, что селиться на месте, где был Уркарах, предстояло весьма трудно.

## Этимология
Название Уркарахъ, по мнению Х.М. Хасбулатова, состоит из двух даргинских слов: «улка» – мульк, территория, принадлежащая селу, а «рагъ» – это засов, которым в древности закрывают изнутри ворота или дверь. Отсюда название: первоначально Улка-рагъ, а впоследствии – Уркарах, что значит «Запирающий вход в страну». По предположению М. О. Османова, название может происходить из слов урккар — «в середине, в центре» и ахъ — «высокий», что даёт в сочетании «в середине высокий», или «в середине возвышающийся».

## География
Расположено близ реки Артузень, в 56 км к западу от ж.-д. ст. Мамедкала, на высоте 1548 м.

## Население
| 1895  | 1926  | 1939  | 1959  | 1970  | 1979  | 1989  |
| ----- | ----- | ----- | ----- | ----- | ----- | ----- |
| 1962  | ↗2376 | ↗3040 | ↘2385 | ↗3188 | ↗4110 | ↗4208 |
| 2002  | 2010  | 2021  |       |       |       |       |
| ↗5182 | ↘4394 | ↗4673 |       |       |       |       |

Подавляющее большинство населения — даргинцы (99,7 %).
Говорят на локальном муиринском диалекте даргинского языка.

## Достопримечательности
В 1979 году археографическая экспедиция сектора востоковедения ИИЯЛ, обнаружила в мечети Уркараха арабскую рукопись «Кисас ал-анбийа». Этому документу было присвоено имя: «Акт о разделах». «Акт о разделах» сообщает о событиях 748 года по хиджре (1347—1348 годов по григорианскому календарю), происходивших на территории распространения табасаранского языка.
- Мечеть XI-XII веков[26];
- В окрестностях Уркараха — пещера Харбук;
- Кладбище с сундукообразными надгробьями XI—XII веков[26].

## Спорт
- 14 июля 2018 года в селе открылся футбольный стадион «Дахадаев Арена», строительство которого началось в 2016 году[27].

## Известные уроженцы
- Хаджи-Магомед Уркарахский — Шариатский судья Уркараха и Верхнего Кайтага.
- Абдуллаев Ацци Тахсурманович (1918-07.05.1997)-министр финансов ДАССР ("железный"министр).
- Абдулгамид Курбанович Алиев (1933—2012) — доктор философских наук, академик РАСГН.
- Кубаев Магомед (1931—2003) — писатель.

- Омаров, Ислам Магомедович(1997-06-02) - боец ММА